# August Zátka

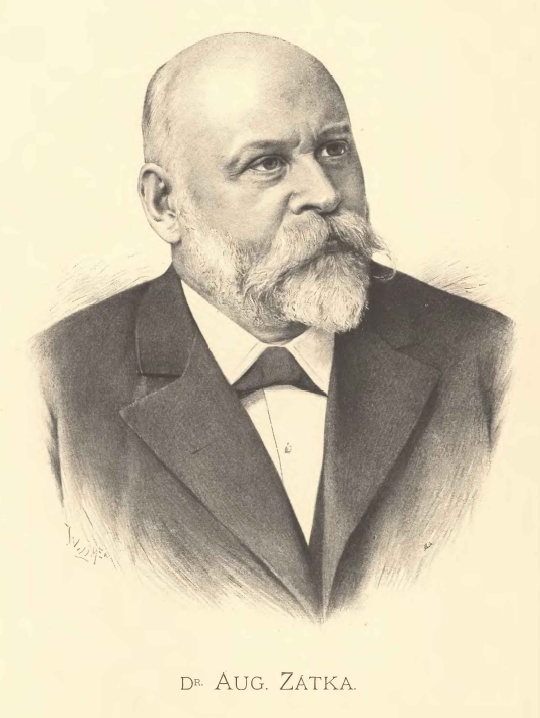
August Zátka, abgebildet von Jan Vilímek

August Pantaleon Zátka (* 27. Juli 1847 in Budweis; † 31. Januar 1935 in České Budějovice) war ein österreichischer und tschechischer Jurist, Unternehmer, Politiker und Abgeordneter des Böhmischen Landtags.

## Leben
August Zátka entstammte einer wohlhabenden Industriellenfamilie, die im 19. Jahrhundert mehrere Proponenten der tschechischen Nationalbewegung hervorbrachte.
Sein Geburtshaus ist ein im Kern gotisches Renaissance-Haus in der nördlichen Budweiser Altstadt. Heute befindet sich dort das ihm zu Ehren so genannte Hotel Zátkův dům, in welchem bei Renovierungen ein spätgotisches Fresko in der zweiten Etage freigelegt wurde.
Nach dem Besuch der Piaristen Volksschule in Budweis besuchte August Zátka von 1857 bis 1861 das Gymnasium in Jindřichův Hradec (Neuhaus), wo er bei seinem Onkel Johann lebte. Danach besuchte er das deutsche Piaristengymnasium in Budweis und studierte Jus in Prag, wo er 1870 zum Doktor der Rechtswissenschaften graduierte. Er absolvierte den Militärdienst und das Gerichtspraktikum in Graz und kehrte mit 23 Jahren als Anwalt nach Budweis zurück, wo er im März 1876 seine eigene Kanzlei eröffnete. In den 1870er-Jahren arbeitete er unter anderem für das Budweiser Bürgerbräu, welches 1795 gegründet worden war und das vorwiegend deutschsprachigen Budweiser Bürgern und Hausbesitzern gehörte, und für die 1864 gegründete Budweiser Pfand- und Kreditanstalt Záložna českobudějovická.
Im Jahr 1878 heiratete er Johanna Klavíková, die Enkelin des früheren Budweiser Bürgermeisters František Josef Klavík. Sein Sohn Vlastislav Zátka (1887–1962) war Vorstand in der Záložna českobudějovická, der Budweiser Versicherungsanstalt.
August Zátka starb 1935 in betagtem Alter und wurde am Friedhof der Kirche der heiligen Otýlie, dem heutigen Krematorium, an der Prager Straße begraben.

## Schaffen
August Zátka nahm eine führende Rolle im politischen und wirtschaftlichen Leben in Budweis und in Südböhmen ein. Gemeinsam mit František Hromada fungierte er als Verwaltungsrat und Mitgesellschafter junger tschechischer Industriebetriebe mit dem Ziel, das dominierende deutsche Industriekapital in Südböhmen zurückzudrängen.
Zátkas beteiligte sich an der Gründung des kultur-politischen Vereins Český politický spolek am 13. April 1871 und dem Verein zur Unterstützung der tschechischen Bildung Matice školská am 15. Dezember 1872, der erst dritten Bildungsanstalt dieser Art in Böhmen.
Die Erste Budweiser Emailfabrik (První českobudějovická továrna na smaltované plechové nádobí) wurde 1893 durch sein Betreiben gegründet, und 1895 war August Zátka einer der Gründer der Tschechischen Aktienbrauerei Český akciový pivovar, der Vorgängerin der heutigen Brauerei Budweiser Budvar.
Von 1878 bis zum Ersten Weltkrieg war Zátka Abgeordneter der alttschechischen Nationalpartei im Böhmischen Landtag. 1918 bis 1919 war er Vorsitzender der provisorischen Stadtregierung. Im Jahr 1922 wurde er zum Ehrenbürger der Stadt Budweis ernannt.